# Delegació de la generalitat de Catalunya a la República de Corea
La delegació de la Generalitat a la República de Corea fou inaugurada el dia 27 de novembre de 2023 i és la primera que s'obre en país asiàtic. Actualment la seu és a Barcelona, però està previst que sigui a Seül; el delegat és en Jaeyeok Yoon Kang des del setembre del 2023.
L'objectiu és impulsar tot el desplegament de les relacions exteriors del Govern de Catalunya al continent asiàtic, un gran salt endavant en la relació exterior i la política internacional de Catalunya.